# Chimehuin
A Chimehuin egy folyó Argentína Neuquén tartományában.

## Földrajz
A Chimehuin az Andok keleti oldalán található Huechulafquen-tóból ered, annak keleti végén, majd délkeleti irányba folyik légvonalban mintegy 18 km-t. Ekkor, elérve Huiliches megye székhelyét, Junín de los Andes városát, délre fordul, majd ismét délkeleti, végül keleti irányba folyik tovább. Összesen körülbelül 70 km megtétele után a Collón Curá folyóba torkollik. Két legjelentősebb mellékfolyója a Curruhué és a Quilquihue. Szélessége 30 méter körüli.
A vadvízi evezést kedvelők is látogatják a folyót, mivel kiváló terepet ad számukra. Néhány kanyarulatának és részének olyan neveket adtak, mint például El Pozón de las viudas („az özvegyek kútja”), La herradura („a patkó”) illetve La pared del viento („a szél fala”).

## Horgászat
A Chimehuin igen jelentős horgászhely, és bár partjainak nagy része magánterület, a novembertől április végéig tartó idényben mégis sok horgászturista látogatja. Legfontosabb halfajai a szivárványos pisztráng, a sebes pisztráng, a pataki pisztráng és a lazac, de megtalálható benne a Diplomystes viedmensis nevű harcsaalakú, a Galaxias maculatus és a Galaxias platei nevű bűzöslazac-alakú és a Patagonina hatcheri is.
A Neuquéni Alkalmazott Ökológiai Központ szerint a horgászturisták évi mintegy 7 millió dollárost bevételt jelentenek a környéknek, egyúttal azonban nagy környezetterhelést is okoztak. Emiatt a patagóniai tartományok és a nemzeti parkok úgy döntöttek, 2000 júliusától a Chimehuinból kifogott halakat mindig kötelező visszaengedni a vízbe.

## Élővilág
A halakon kívül a folyó környékén számos más állat él. Jellemző madár a tarka vércse, a füstös karakara, az araukana galamb, a déli gulyamadár,  az emlősök közül pedig a puma, a culpeo pamparóka, az argentin pamparóka, valamint a szarvasok és a különféle rágcsálók az említésre méltók.
Növényzetében előfordul az Embothrium coccineum nevű próteaféle és a Humboldt-fűz is.

## Képek

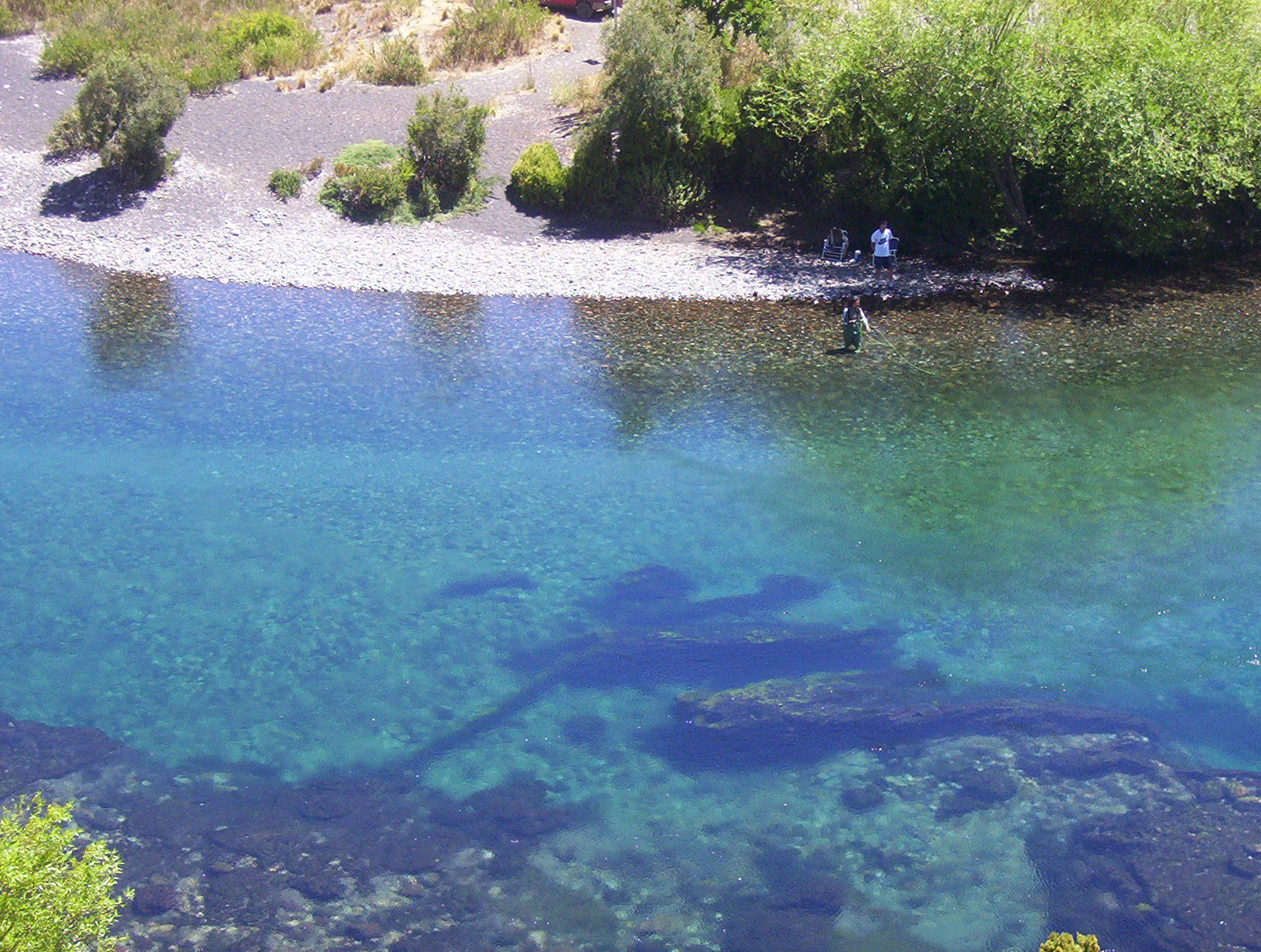
A folyó első kanyarja
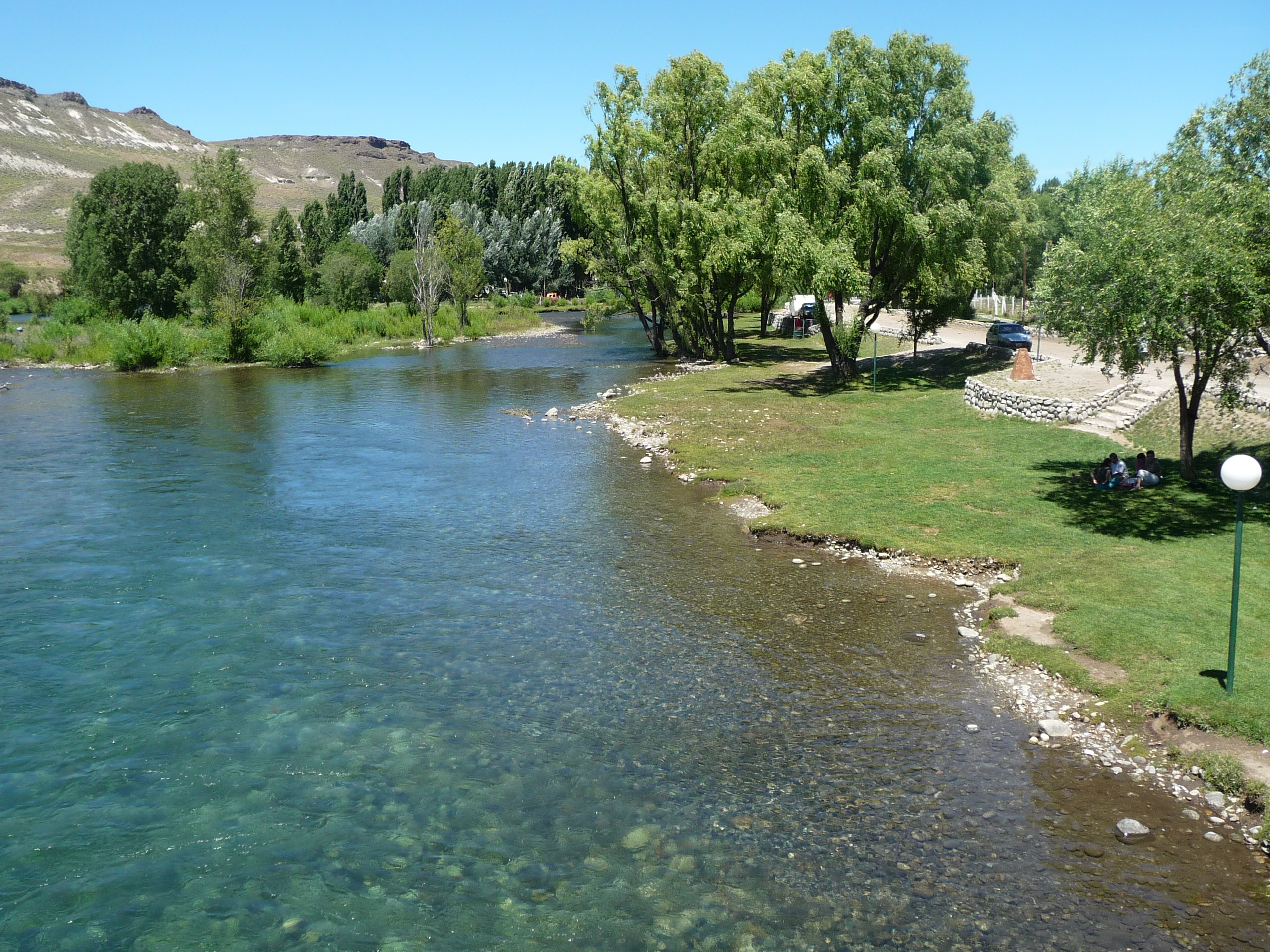
A folyó Junín de los Andesnél